# Los debutantes
Los debutantes es una película chilena estrenada el 12 de junio de 2003. Dirigida por Andrés Waissbluth y protagonizada por Antonella Ríos, Néstor Cantillana y Alejandro Trejo. Es del género dramático, y más específicamente se enmarca dentro del neo-noir erótico.
En 2004, esta película fue la candidata de Chile a los premios Óscar y a los Goya correspondientes al año 2003.

## Sinopsis
Dos hermanos, Silvio el mayor (Néstor Cantillana) y Víctor el menor (Juan Pablo Miranda), se mudan a Santiago desde su casa en Temuco después de la muerte de sus padres y Silvio trabaja para apoyar la educación de Víctor. En el decimoséptimo cumpleaños de Víctor, Silvio lleva a su virgen hermano a los clubes nocturnos donde alienta a Víctor a perder su virginidad con una de las estríperes / prostitutas del club. En una tierna escena, Víctor debe enfrentar su naciente impotencia mientras que Silvio está en el club impresionando a los dueños del local con su potencial de contratación.
Silvio va a trabajar para la pandilla como guardaespaldas / secuaz, y gana mucho dinero para apoyar la educación de Víctor. Pero Víctor tiene ojos solo para una de las bailarinas del club llamada Gracia (Antonella Ríos) y comienza a cortejarla, dejando la escuela y sufriendo el enojo y decepción de Silvio. Gracia resulta ser la amante del líder de la pandilla del club, Don Pascual (Alejandro Trejo), quien es el jefe de Silvio. Gracia es el hilo conductor que mantiene unida esta historia ya que es la amante de Víctor, Silvio y Don Pascual, y las consecuencias de este extraño ménage a trois tienen resultados mortales. A través de un medio para volver a contar la historia a través de los ojos de Víctor, Silvio y Gracia, comprendemos las vulnerabilidades y las grietas en cada personaje que permiten el sórdido desenlace.
Contando los mismos eventos desde tres perspectivas distintas, el filme de Waissbluth es un drama duro, que conoce el mundo que retrata y que se beneficia de las buenas actuaciones de gente como Cantillana, Ríos y Trejo.

## Elenco
- Antonella Ríos - Gracia
- Néstor Cantillana - Silvio
- Alejandro Trejo - Don Pascual
- Juan Pablo Miranda - Víctor
- Eduardo Barril - Don Marco
- Roberto Farías - Danilo
- Adriana Vacarezza - Bernardita
- Víctor Montero - Marcelo
- Anita Alvarado - Solange

## Candidaturas
- Selección oficial de Chile al premio Óscar a la mejor película de habla no inglesa.
- Selección oficial de Chile al premio Goya a la mejor película iberoamericana.

No obtuvo la nominación en ninguno de los premios.